# Extortion
Ne doit pas être confondu avec La extorsión.
Pour plus de détails, voir Fiche technique et Distribution.
Extortion est un thriller américain écrit et réalisé par Phil Volken, sorti en 2017.

## Synopsis
Les vacances d'une famille virent au cauchemar quand ils s'échouent sur une île. Un pêcheur leur propose de les aider en échange d'une forte somme d'argent, ce que le père de famille refuse. Aussitôt, son épouse et son enfant sont pris en otages par le pêcheur.

## Fiche technique
- Titre original et français : Extortion
- Réalisation et scénario : Phil Volken
- Décors : Gregorio Barreto
- Direction artistique : Gerardo Vera
- Costumes : Suzanne Krim et Angie Olmedo
- Photographie : Helge Gerull
- Montage : Phil Volken
- Musique : Gad Emile Zeitune
- Production : Phil Volken et Alina Shraybman
- Société(s) de production : Del Rey Productions, 13 Films et Producer Capital Fund
- Société(s) de distribution : Lionsgate
- Pays d’origine :  États-Unis
- Langue originale : anglais
- Format : couleur
- Genre : thriller
- Durée : 109 minutes
- Date de sortie :
  -  États-Unis : 16 mai 2017
  -  France :  12 septembre 2017 (DVD)

## Distribution
- Eion Bailey (VFB : Alexandre Crépet) : Kevin Riley
- Bethany Joy Lenz (VFB : Géraldine Frippiat) : Julie Riley
- Barkhad Abdi (VFB : Steve Driesen) : Miguel Kaba
- Danny Glover (VFB : Claudio Dos Santos) : l'inspecteur principal Haagen
- Jack Wallace (VFB : François Mairet) : Lucas
- Mauricio Alemañy (VFB : Achille Dubois) : Andy Riley
- Tim Griffin (VFB : Tony Beck) : Sweeney
- Rafael Perez Martinez (VFB : Maxime Van Santfoort) : le capitaine des gardes-côtes
- Marilinda Rivera (VFB : Julie Basecqz) : Dr Bethel
- Génesis Castro Díaz : la fille ainée de Miguel

Source et légende : version française (VFB) selon le carton du doublage français sur le DVD zone 2.

Photos des acteurs principaux
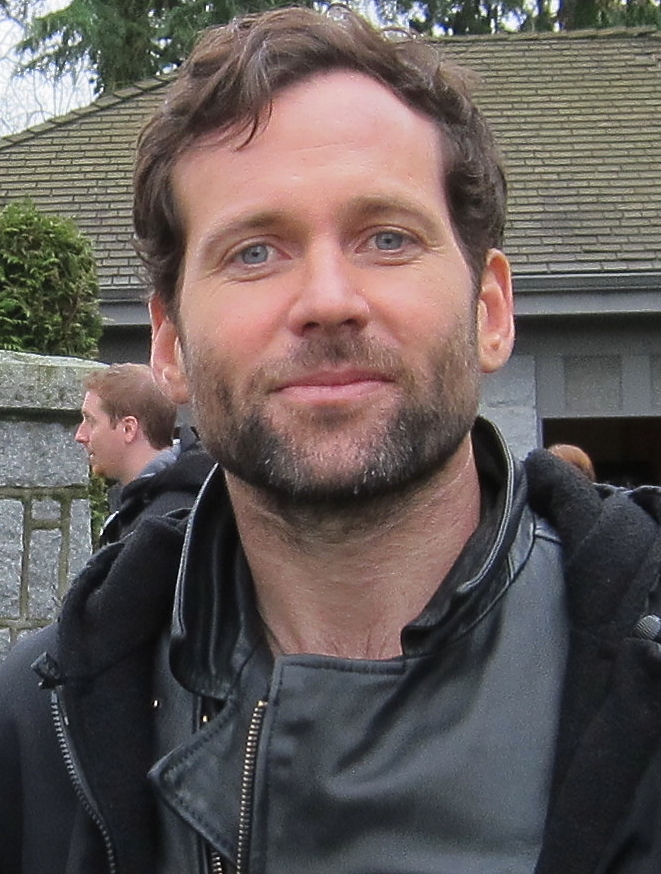
Eion Bailey dans le rôle de Kevin Riley.
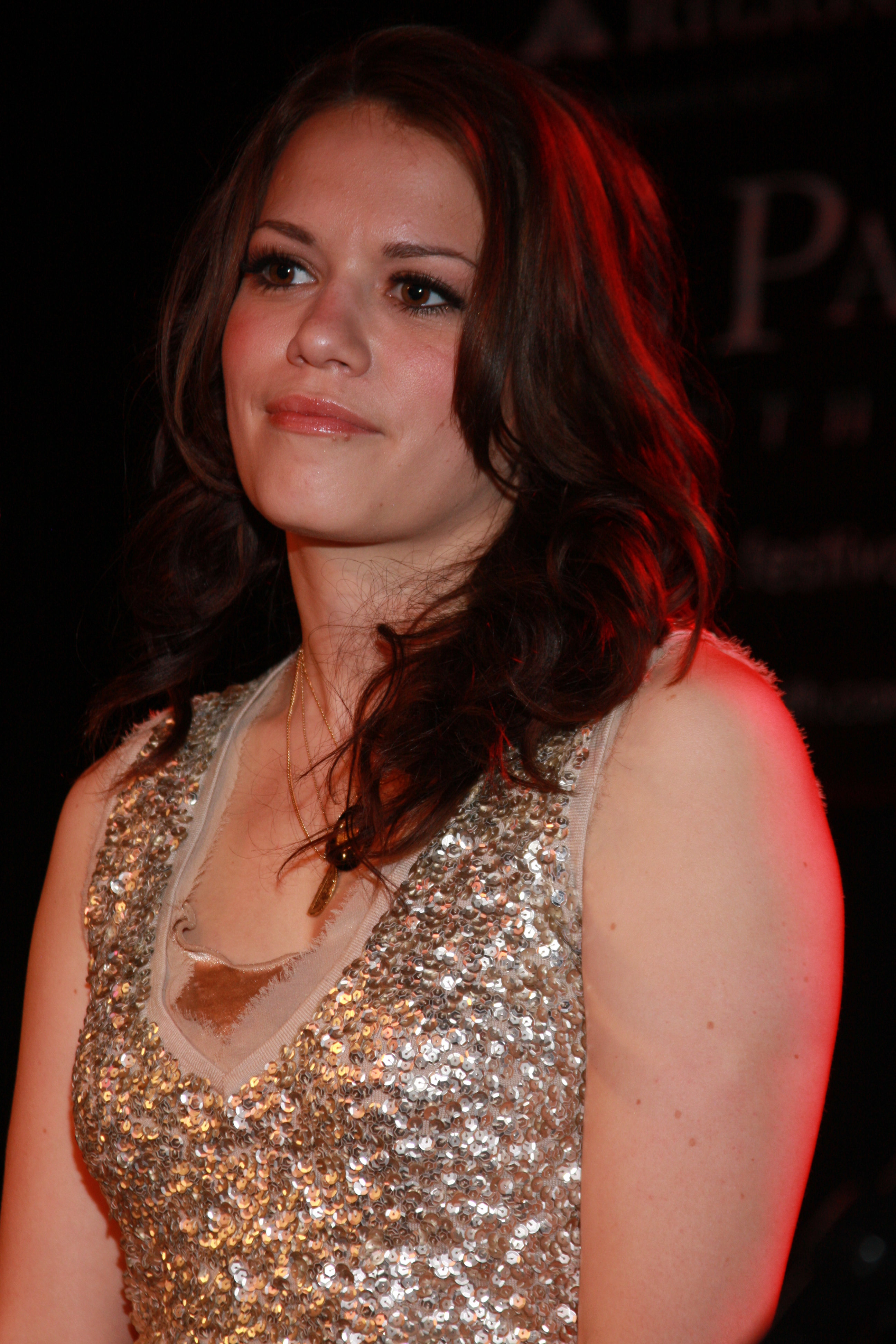
Bethany Joy Lenz dans le rôle de Julie Riley.
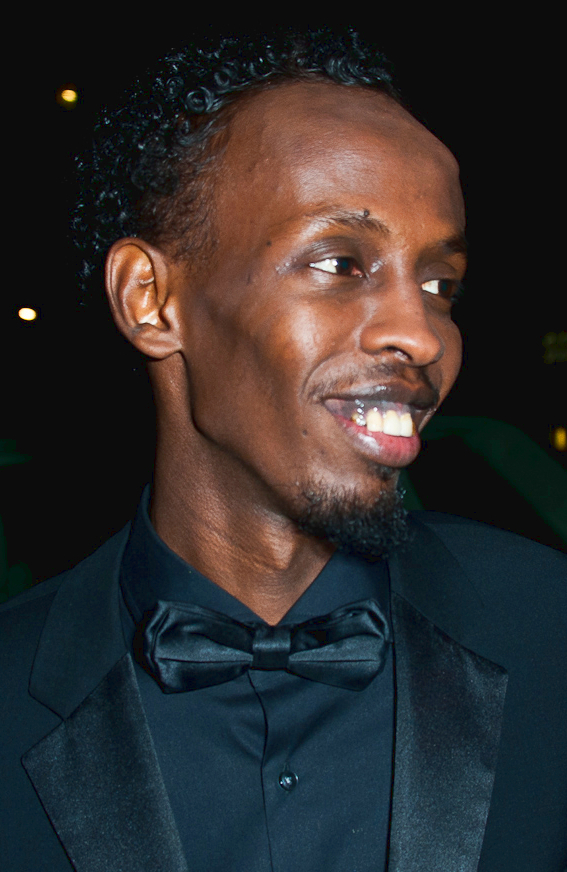
Barkhad Abdi dans le rôle de Miguel Kaba.
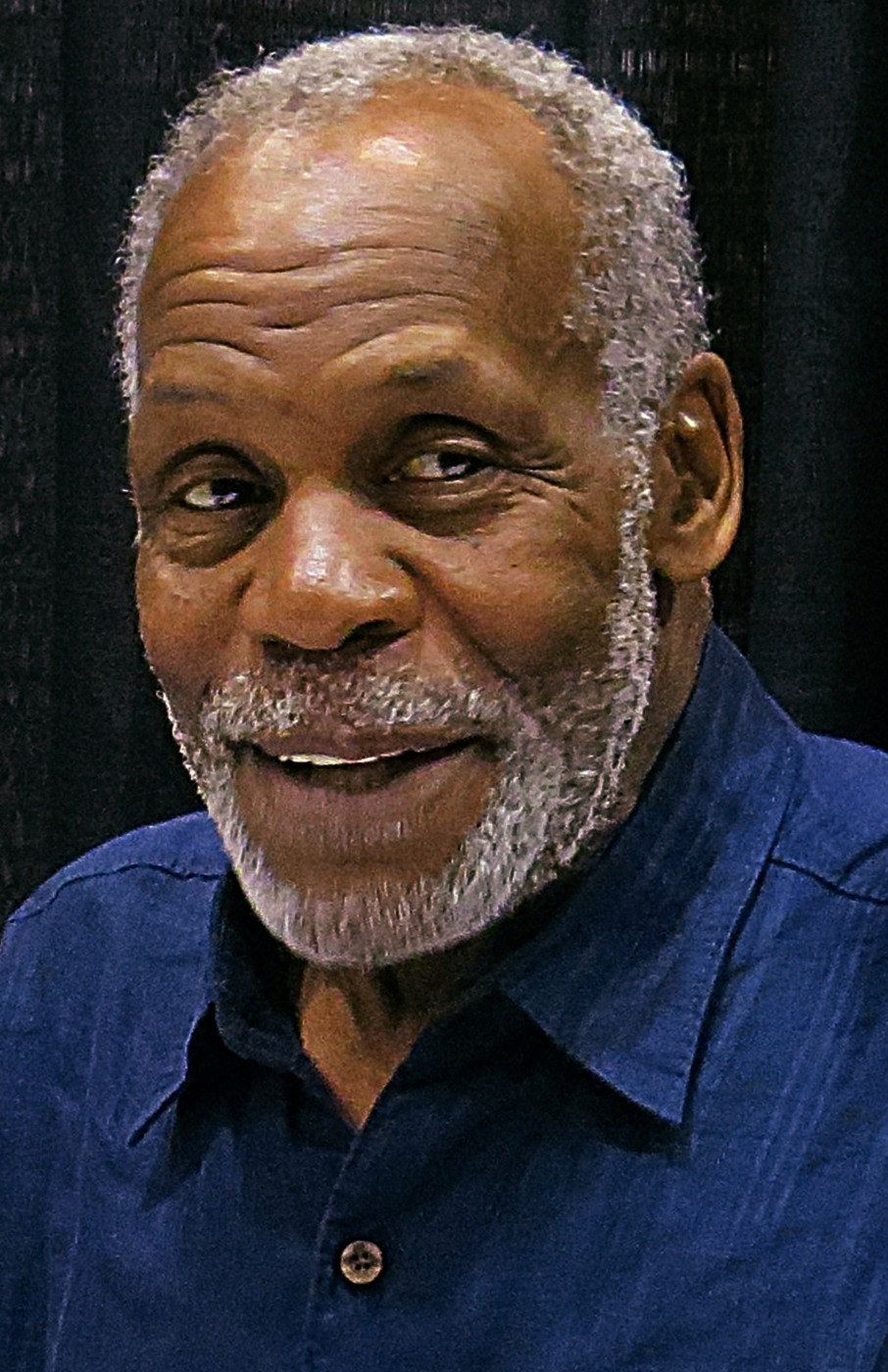
Danny Glover dans le rôle de Connétable Haagen.

## Production

### Lieux de tournage
Sauf indication contraire, les informations mentionnées dans cette section peuvent être confirmées par la base de données cinématographiques IMDb,  présente dans la section « Liens externes ».
Le film a été tourné :
- En Californie :
  - À Los Angeles
  - À Santa Clarita
- À Porto Rico :
  - À l'hôtel « El Conquistador » de Waldorf Astoria Hotels & Resorts à Fajardo

## Bande originale
Sauf indication contraire, les informations mentionnées dans cette section peuvent être confirmées par la base de données cinématographiques IMDb,  présente dans la section « Liens externes ».
- No Money.
- Old Mexico par Jason Savell.
- Escapade.
- Partying All the Time par Konstantinos Panagiotidis.
- I'll Call You par John Murray.
- Tender Space.
- Carribean Flight.